# Sosnowy Bor (Leningrad)
Sosnowy Bor (russisch Сосновый Бор, wörtl. Kiefernwald) ist eine russische Stadt, 80 km westlich von Sankt Petersburg an einer Bucht des Finnischen Meerbusens in der Oblast Leningrad. Sie hat 63.462 Einwohner (Stand 1. Januar 2024).

## Geschichte

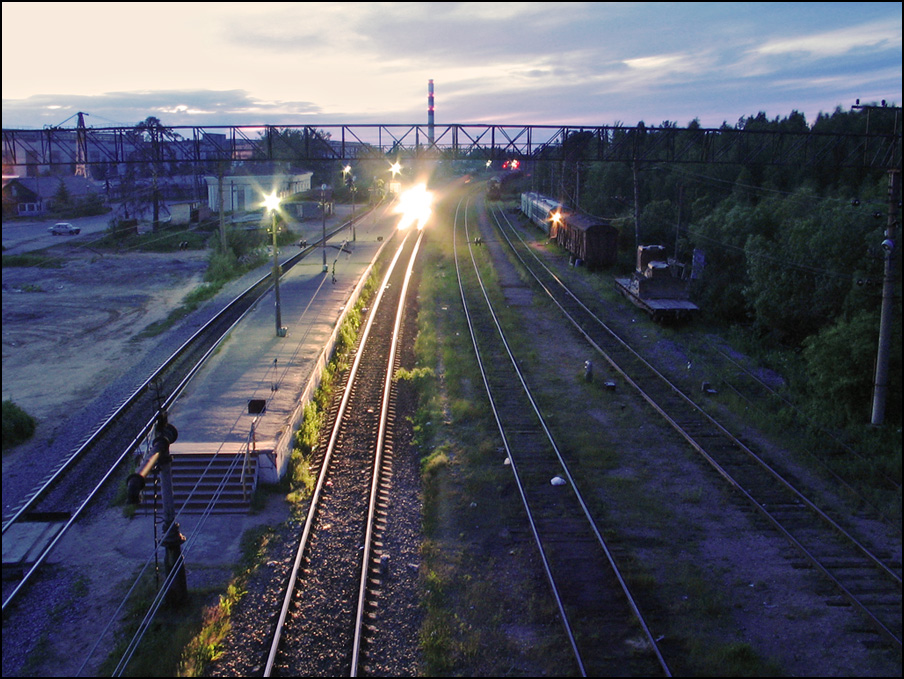
Der Bahnhof Kalischtsche in Sosnowy Bor

Der Ort wurde 1958 als ländliche Siedlung gegründet. 1967 wurde dort mit dem Bau des Kernkraftwerkes Leningrad begonnen, der erste Block ging 1973 ans Netz, der zweite 1975. Am 19. April 1973 erhielt der Ort die Stadtrechte. Wichtigster Arbeitgeber ist das Kernkraftwerk; dazu kommen eine Reihe von Forschungsinstituten und Anlagen der Atomindustrie sowie eine Maschinenbaufabrik und eine fischverarbeitende Fabrik. 
Die heutige Größe der Stadt hat Sosnowy Bor aber hauptsächlich dem Kernkraftwerk zu verdanken. Die Stadt ist genau wie die Städte Prypjat und Desnogorsk eine Arbeiterstadt eines Kernkraftwerkes. Fast jeder, der in dieser Stadt wohnt, arbeitet im Kernkraftwerk.
Wegen des Atomkraftwerks befindet sich rings um Sosnowy Bor ein Sperrgebiet, das nur berechtigte Personen betreten dürfen.
Seit 2008 wird neben dem bestehenden Kraftwerk das Kernkraftwerk Leningrad II gebaut.

## Bevölkerungsentwicklung
| Jahr | Einwohner |
| ---- | --------- |
| 1959 | 1.742     |
| 1970 | 14.035    |
| 1979 | 42.205    |
| 1989 | 55.800    |
| 2002 | 66.132    |
| 2010 | 65.788    |

Anmerkung: Volkszählungsdaten

## Söhne und Töchter der Stadt
- Wladimir Gontscharow (* 1977), Sportschütze[2]
- Pawel Brutt (* 1982), Radrennfahrer
- Dmitri Malyschko (* 1987), Biathlet, Olympiasieger 2014 im Staffelwettbewerb